# Cosmic Air

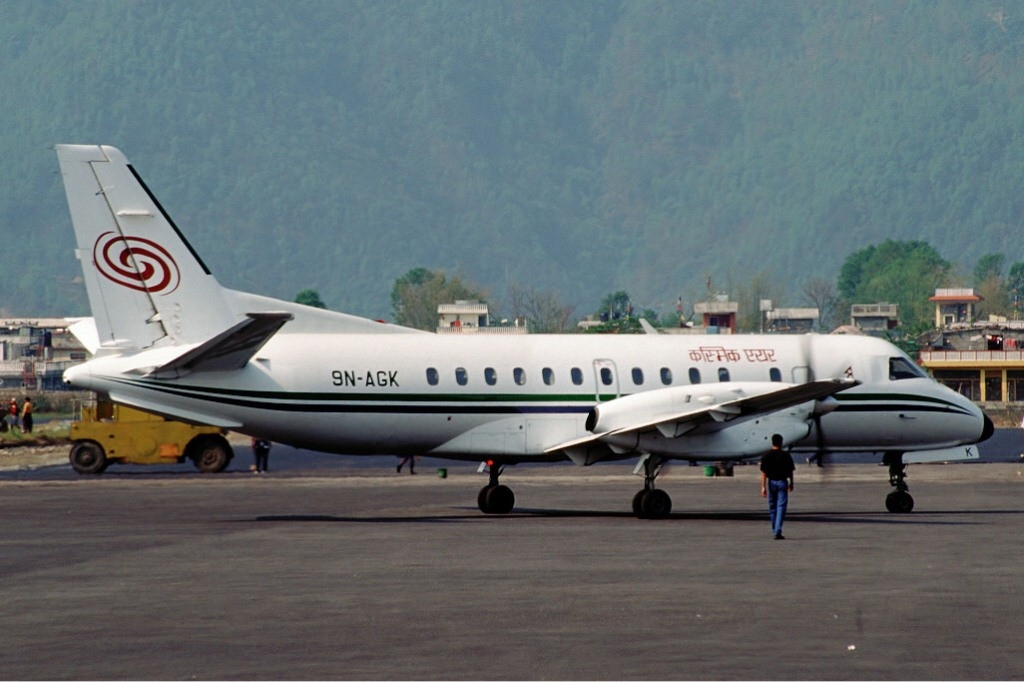
Saab 340 авіакомпанії Cosmic Air в аеропорту Покхара, квітень 2001 року

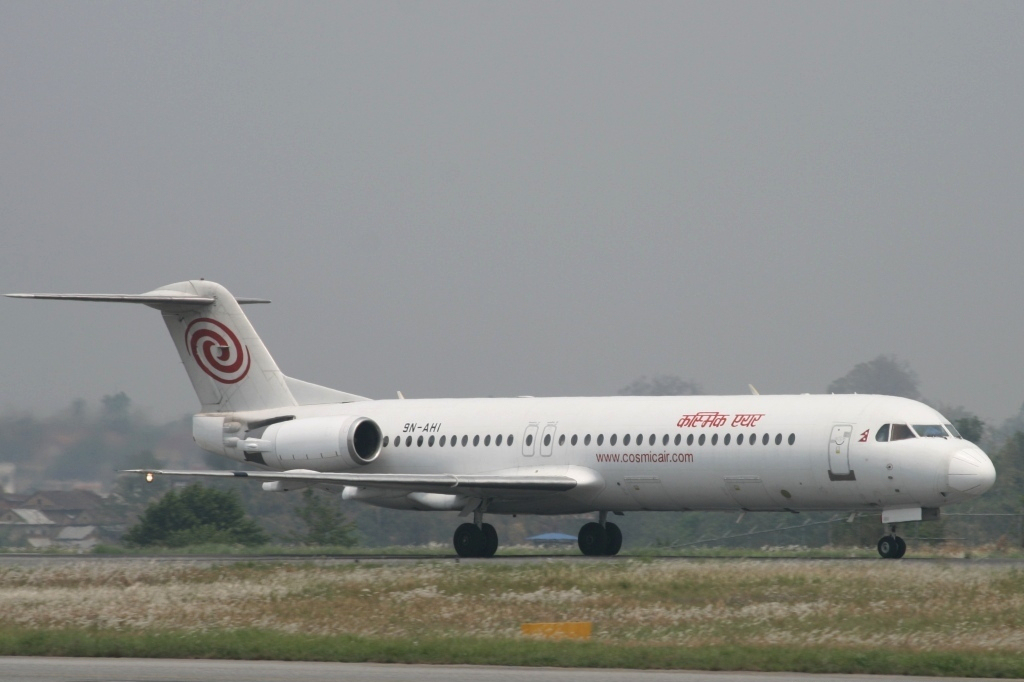
Fokker F100 Cosmic Air в міжнародному аеропорту Трібхуван, квітень 2008 року

Cosmic Air Pvt. Ltd., діяла як Cosmic Air, — скасована авіакомпанія Непалу зі штаб-квартирою в Катманду, яка працювала у сфері регулярних пасажирських перевезень аеропортів всередині країни і за її межами, головним чином фокусуючись на іноземних туристах. У 2005 і 2006 роках компанія тимчасово припиняла виконання рейсів, і в кінцевому підсумку повністю припинила діяльність у 2008 році.
Портом приписки перевізника був міжнародний аеропорт Трібхуван.

## Історія
Cosmic Air була заснована в 1997 року пілотом цивільної авіації Прадханом і почала операційну діяльність 1 січня наступного року з виконання чартерних рейсів на двох вертольотах Мі-17. У серпні 1998 року флот компанії поповнив літак Dornier 228. У жовтні 2004 року отримала в лізинг від компанії AerCap Ireland свій перший 105-місцевий Fokker 100, другий і третій літаки того ж типу були поставлені авіакомпанії у січні та квітні 2005 року.
У 2005 році Cosmic Air вийшла на ринок міжнародних авіаперевезень. У листопаді того ж року надбанням громадськості стали фінансові проблеми перевізника у зв'язку з припиненням заправки його літаків державною компанією Nepal Oil Corporation до погашення накопиченого боргу в розмірі 125 мільйонів рупій. Обслуговування Cosmic Air відновилося після виплати 5 млн рупій в рахунок погашення боргу, однак 2005 рік авіакомпанія завершила з чистим збитком в 620 млн рупій.
Таке призупинення діяльності авіакомпанії відбулося 14 жовтня 2006 року виник внаслідок технічних проблем з єдиним на той момент робочим лайнером Fokker 100.
1 січня 2007 року уряд Індії надало компанії тимчасовий сервіс з обслуговування та ремонту повітряних суден в Нью-Делі. З початку 2007 року авіакомпанія виконувала пасажирські перевезення в індійські міста Калькутта, Мумбаї, Варанасі, та вантажні — в аеропорти провінції Гуджарат.

## Маршрутна мережа
У 2012 році авіакомпанія Cosmic Air не мала регулярних маршрутів, перевезення в чартерному режимі здійснювалися по наступних містах:
- тимчасові пасажирські чартери: Делі, Калькутта, Мумбаї і Варанасі
- тимчасові вантажні чартери: Ахмедабад, Делі

## Флот
Станом на 2005 рік повітряний флот авіакомпанії Cosmic Air складали наступні літаки:
- Dornier 228 — 1 од.
- Fokker 100 — 4 од.
- Saab 340A — 1 од.